# Стогово (Тверська область)
Стогово (рос. Стогово) — присілок в Бежецькому районі Тверської області Російської Федерації.
Населення становить 50 осіб. Входить до складу муніципального утворення Фральовське сільське поселення.

## Історія
Від 2005 року входить до складу муніципального утворення Фральовське сільське поселення.

## Населення
| 1859 | 1897 | 2008 | 2010 |
| ---- | ---- | ---- | ---- |
| 488  | ↗535 | ↘45  | ↗50  |